# Cranach Press

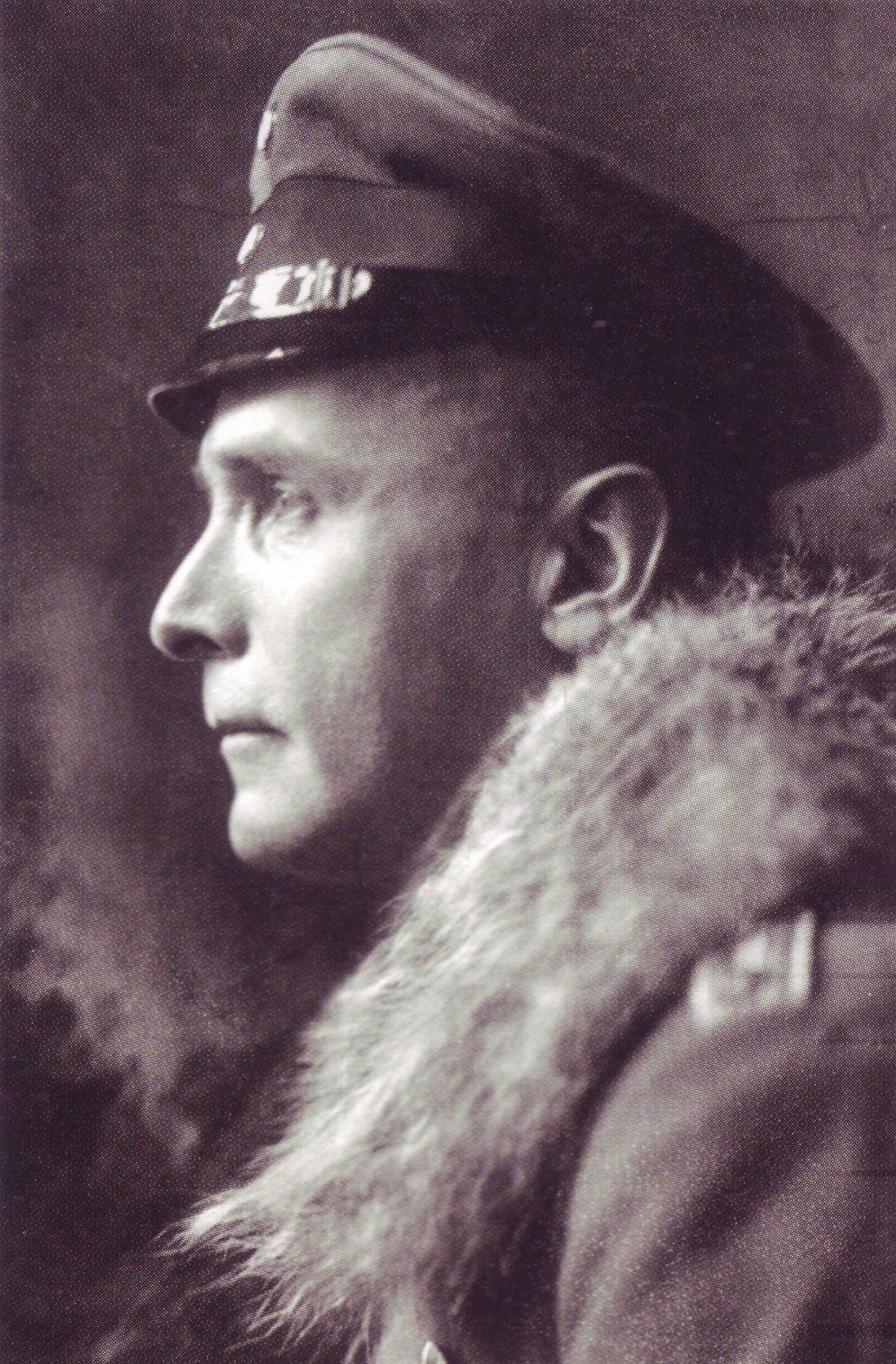
Harry Kessler en 1917 par Rudolf Dührkoop

La Cranach Press (en allemand die Cranach-Presse) est une imprimerie et maison d'édition de type presse privée, fondée en 1913 à Weimar (Allemagne) par le comte Harry Kessler et disparue en 1932. Le catalogue comprend 53 ouvrages imprimés en tirage limité et avec le plus grand soin.

## Histoire
Influencé par le concept de private press qui fut initié par le mouvement Arts & Crafts et la Kelmscott Press de William Morris, le comte Kessler crée sa maison d'édition avec le souci de la meilleure qualité, en faisant appel à des artistes reconnus dans tous les domaines : typographie, illustration, reliure… dont Hans, futur Giovanni Mardersteig. Il fait appel aux grands créateurs de caractères britanniques du moment : Emery Walker, qui a collaboré avec William Morris et Thomas James Cobden-Sanderson, pour le dessin des caractères, et Edward Prince, le plus fameux graveur, pour les poinçons, afin de réaliser un caractère romain. Edward Johnston réalise des italiques, Eric Gill des initiales. Aristide Maillol et son neveu Gaspard, en France, fabriquent un papier spécial, le Montval.
Dès 1908, le comte Kessler rencontre, grâce à Auguste Rodin et son secrétaire Rainer Maria Rilke, le sculpteur Aristide Maillol. Pour lui faire réaliser les illustrations des Éclogues de Virgile, il l'emmène en Grèce en compagnie de Hugo von Hofmannsthal. Le projet débute en 1912, mais la réalisation finale ne paraît que longtemps après la Première Guerre mondiale, en 1926 et remporte le grand prix de la foire du livre de Leipzig.
En 1913, Edward Gordon Craig réalise des gravures sur bois pour une édition du Hamlet de Shakespeare qui est considérée comme une des plus belles réalisations du XXe siècle.
Kessler se remet à produire des ouvrages pour Cranach après 1925. En octobre 1932, criblé de dettes et du fait de la crise économique, il vend son fonds et les presses disparaissent.

## Extraits du catalogue
- Publius Vergilius Maro, The Eclogues of Vergil, gravures sur bois d’Aristide Maillol, 1927.
- William Shakespeare, Hamlet'’, gravures sur bois d’Edward Gordon Craig, 1928.
- Rainer Maria Rilke, Duineser Elegien: Elegies from the Castle of Duino translated from the German ... by V. Sackville-West and Edward Sackville-West, 1931.
- Canticum canticorum Salomonis, gravures d’Eric Gill, 1931.

## Sources
1. ↑  (en) « Hamlet, published by the Cranach-Presse », sur The British Library (consulté le 28 novembre 2017) ; (en) publisher, « The Aesthetics of the Book - The tragic story of Hamlet, Prince of Denmark », sur mediengeschichte.dnb.de (consulté le 28 novembre 2017)